# Léon Chavenon
Pour les articles homonymes, voir Chavenon (homonymie).
Léon Antoine Alexis Chavenon est un journaliste, économiste et patron de presse né le 25 novembre 1872 à Ygrande (Allier) et mort le 3 février 1950 dans le 11e arrondissement de Paris. Il a fondé en 1889 le quotidien L’Information, puis en 1903 une agence de presse ainsi qu'un hebdomadaire du même nom. L'Information comprenait une page double, avec un supplément économique et financier ; il publiait chaque jour la cote complète de la Bourse de Paris. C'était à l'époque, avec L'Écho du commerce, l'un des deux quotidiens économiques de la presse française.
Il est le père de Roland Chavenon, né le 19 décembre 1895 à Paris, peintre critique d'art et auteur de l’essai Une expression moderne de l'art français, le cubisme.

## Publications
- L'inflation dans l'histoire, par Albert Despaux, préface de Léon Chavenon.